# Oleg Czurkin
Oleg Dmitrijewicz Czurkin (ros. Оле́г Дми́триевич Чу́ркин; ur. 19 grudnia 1922, zm. 4 sierpnia 1995) – radziecki animator i reżyser filmów animowanych.

## Życiorys
Uczestnik II wojny światowej. Kawaler Orderu Czerwonej Gwiazdy i Orderu Wojny Ojczyźnianej I stopnia. W 1948 roku ukończył kursy animatorów przy studiu filmowym Sojuzmultfilm. W latach 1950–65 artysta animator w tym studiu, w 1965-70 reżyser filmów rysunkowych, w 1970-73 - kierownik produkcji. W 1979 roku ukończył Wszechzwiązkowy Instytut Podnoszenia Kwalifikacji Pracowników Telewizji i Radia. W latach 1979–93 reżyser studia Multtelefilm. Pracował z artystami Wiaczesławem Nazarukiem oraz Borisem Akuliniczewem. W latach 1993–94 ilustrował książki dla dzieci. Członek ASIFA.

## Wybrana filmografia
- 1974: Mały szop
- 1981: Mamucia mama
- 1982-1983: Biuro rzeczy znalezionych (części 1-3)